# Luke Halpin
Luke Austin Halpin (Astoria (Queens), Nueva York, Estados Unidos, 4 de abril de 1947) es un ex actor estadounidense, especialmente conocido por su participación en la saga Flipper.

## Biografía
Hijo de Helen Joan (de soltera Szczepanski) y Eugene A. Halpin. Su padre tenía ascendencia alemana e irlandesa y sus abuelos maternos eran polacos. Creció en Long Island City,  recibiendo una educación católica.
Sus primeros pasos en el mundo de la interpretación se remontan a la década de 1950, cuando interviene junto a Natalie Wood en el episodio "Miracle at Potter's Farm de la serie Studio One (1955). En los siguientes años interviene en espacios para la pequeña pantalla como Armstrong Circle Theatre, The United States Steel Hour, Kraft Television Theatre, Hallmark Hall of Fame, The Phil Silvers Show, Harbormaster, The Defenders, Route 66, Naked City, The Everglades y Young Doctor Malone.
Su gran oportunidad le llega a la edad de 15 años cuando es seleccionado para interpretar al niño de 12 Sandy Ricks en la película Flipper (1963), junto a Chuck Connors, que daba vida Porter Ricks, el padre de Sandy . El éxito de la película propició una secuela titulada Flipper's New Adventure (1964), en la que el papel de Connors fue asumido por Brian Kelly.
Finalmente, el 19 de septiembre de 1964 se estrenaba la serie Flipper, sobre el ya famoso delfín y que catapultaría definitivamente a la fama al joven Halpin. La serie se prolongó durante 3 temporadas y 88 episodios, siendo definitivamente cancelada el 15 de abril de 1967.
Con posterioridad, intervino en algunas películas como Island of the Lost (1967), Si hoy es martes, esto es Bélgica (1969) o Shock Waves (1977).
Tras su retirada de la interpretación, trabajó detrás de las cámaras en coordinación de escenas marinas en series como Miami Vice o películas como Speed 2: Cruise Control.
En junio de 2016 anunció que Halpin sufría los primeros indicios del mal de Alzheimer.